# Oslany
Oslany és un poble i municipi d'Eslovàquia que es troba a la regió de Trenčín. La primera menció escrita de la vila es remunta al 1254.

## Demografia
| Godina             | 1994 | 2004   | 2014   | 2024   |
| ------------------ | ---- | ------ | ------ | ------ |
| Nombre de persones | 2130 | 2224   | 2403   | 2399   |
| Diferència         |      | +4,41% | +8,04% | −0,16% |

| Godina             | 2023 | 2024   |
| ------------------ | ---- | ------ |
| Nombre de persones | 2390 | 2399   |
| Diferència         |      | +0,37% |